# Gredaro Point
Der Gredaro Point (englisch; bulgarisch нос Гредаро nos Gredaro) ist eine abgerundete, flache und größtenteils vereiste Landspitze an der Südostküste der Trinity-Halbinsel im Norden des Grahamlands auf der Antarktischen Halbinsel. Sie ragt 21,6 km südsüdwestlich des Marmais Point, 12,4 km westnordwestlich des Kap Obelisk und 14,3 km nordnordöstlich des Mount Wild am östlichen Ausläufer des Sawera-Schneefelds in den Prinz-Gustav-Kanal hinein.
Britische Wissenschaftler kartierten sie 1974. Die bulgarische Kommission für Antarktische Geographische Namen benannte sie 2016 nach dem Berg Gredaro im bulgarischen Piringebirge.